# Luis Puig y Savall
Luis Puig y Sevall (Manresa, 1839-Barcelona, 1880) fue un maestro, abogado, político, periodista y escritor español.

## Biografía
Nacido en Manresa el 13 de febrero de 1840, fue autor de obras didácticas. Obtuvo los títulos de maestro normal, bachiller en la facultad de Filosofía y Letras. Se licenció en Derecho civil y canónico y dirigió las escuelas de San Andrés y de la Casa de Caridad. Fue uno de los fundadores de las Escuela dominicales para niños de la clase obrera de Barcelona: organizó las tres primeras creadas entre 1871 y 1879. Colaboró en publicaciones como el Mosaico Literario Epistolar y, con López Catalán, en la revista El Pensil de la Niñez. Fue autor de una memoria acerca de la enseñanza de los adultos, premiada por el Ateneo Balear. También escribió la Ciencia del trabajo, premiada por la Sociedad Barcelonesa de Amigos de la Instrucción, una Cartilla de economía política, un Método lógico de lectura e Influencia de la unidad religiosa en la historial nacional. Obtuvo premios del Ateneo Sabadellés, de la Sociedad Económica Barcelonesa y de la Juventud Católica, por trabajos relativos a la clase obrera. Puig, que habría sido concejal, fue también redactor de El Monitor de Primera Enseñanza. Falleció el 11 de diciembre de 1883 en Barcelona.